# Отто, Луиза
Луиза Отто (нем. Louise Otto; 30 августа 1896, Гамбург — 9 марта 1975, Гамбург) — немецкая пловчиха, призёр летних Олимпийских игр 1912 года.
На соревнованиях по плаванию на Летних Олимпийских играх в Стокгольме Отто в команде с Валли Дрессель, Хермине Штиндт и Грете Розенберг завоевала серебряную медаль в эстафете 4×100 метров (англ) с результатом 6 мин 4,6 с.